# آلفردو دونلی
آلفردو دونلی (ایتالیایی: Alfredo Donelli) فیلم‌بردار پیشگام اهل ایتالیا بود که بیشتر در دوران فیلم‌های صامت فعالیت داشت.
از فیلم‌های او می‌توان به بن هور، آخرین روزهای پمپئی، کاروان اسب‌سواران آتشین و دزد دریایی زیبارو اشاره کرد.